# Geiles Life
Geiles Life (englisch für „Geiles Leben“) ist ein Lied der deutschen Pop- und Schlagersängerin Vanessa Mai aus dem Jahr 2023. Das Stück basiert auf einem Sample von Coronas The Rhythm of the Night.

## Entstehung und Artwork
Geiles Life basiert auf einem Sample zu The Rhythm of the Night von der italienischen Eurodanceband Corona, dadurch sind die Originalautoren Peter Glenister, Annerley Gordon (Ann Lee), Lee Marrow sowie Giorgio Spagna ebenfalls Urheber dieser Coverversion. Obwohl die Neufassung über einen neuen Text verfügt, werden lediglich die Originalautoren als Urheber aufgeführt. Die Produktion erfolgte unter der Leitung von Florian Apfl, Matthias Distel (Ikke Hüftgold), Patrick Gold und Dominik de Leon. Ikke Hüftgold und Dominik de Leon arbeiteten bereits bei der vorangegangenen Single Igel mit Mai zusammen.
Auf dem Frontcover der Single ist – neben Liedtitel und Interpretenangabe – Mai zu sehen. Es zeigt sie verschwommen während der Dämmerung. Im Hintergrund sind lediglich ein Gebäudekomplex und Palmen zu erkennen.

## Veröffentlichung und Promotion
Die Erstveröffentlichung von Geiles Life erfolgte als Single am 20. Oktober 2023. Diese erschien als digitaler Einzeltrack zum Download und Streaming durch Summerfield Records. Summerfield zeichnete zudem für den Vertrieb zuständig; verlegt wurde das Lied durch BMG Rights Management, Extravaganza Publishing und Intersong Music.
Um das Lied zu bewerben, veröffentlichte Mai im Vorfeld, unter dem Hashtag „#geileslife“, mehrere Videos auf TikTok. Einen ersten Teaser präsentierte sie am 2. Oktober 2023, in dem Teile des Refrains zu hören waren. Bis zum Erscheinen der Single zählten die Videos bereits über fünf Millionen Aufrufe.

## Inhalt
| „Was war das für ein geiles Life, oh I, oh yeah. Und ich war mit dabei. Was war das für ein geiles Life, oh yeah.“ – Refrain, Originalauszug | Der Liedtext zu Geiles Life ist in deutscher Sprache verfasst. Die Titelbezeichnung selbst ist zweisprachig, wobei „Life“ die englischsprachige Übersetzung von „Leben“ ist. Der Text wurde von Ann Lee, Lee Marrow und Giorgio Spagna verfasst, bei der Komposition erhielt das Trio zusätzlich Unterstützung von Peter Glenister. Die Komposition basiert auf dem Eurodance-Titel The Rhythm of the Night, der Liedtext wurde komplett neu gedichtet. Musikalisch bewegt sich das Lied im Bereich der Popmusik, stilistisch im Bereich des Popschlagers. Das Tempo beträgt 155 Schläge pro Minute. Die Tonart ist as-Moll. Mai singt davon, was sie bisher für ein tolles Leben gehabt habe sowie davon, was sie gerne noch erleben würde. Inhaltlich appelliert sie dabei unter anderem auch für mehr Selbstakzeptanz („Trotzdem finde ich mich gut so“). |

Aufgebaut ist das Lied aus zwei Strophen, einem Refrain und einer Bridge. Es beginnt zunächst mit der ersten Strophe, die sich aus vier Zeilen, mit zwei Paarreimen, zusammensetzt. An diese schließt sich zunächst der dreizeilige Prechorus an, der auch einen Paarreim enthält, ehe der eigentliche Refrain einsetzt. Dieser besteht aus sechs Zeilen, welcher sich aus einer Wiederholung eines Dreizeilers zusammensetzt. Der gleiche Aufbau wiederholt sich mit der zweiten Strophe. Während Mai im Refrain davon singt, was für ein „geiles Leben“ sie gehabt habe, besingt sie in den Strophen ihre „Bucket List“. Auf dieser stehen unter anderem: Tanzen mit Britney, Singen mit Whitney, Lieder schreiben mit Taylor Swift, mit Walen tauchen, öfter Saufen, nichts auf andere Meinung geben und einfach ihr Leben zu leben. Auf den zweiten Refrain folgt als musikalisches Zwischenstück die Bridge. Diese besteht aus sieben Zeilen und ist autobiografisch. Hierbei erzählt Mai unter anderem vom Scheitern bei der Hip-Hop-WM in Las Vegas (als Teil der Tanz-Formation Getting Craz’d) oder dass sie nach wie vor nicht richtig rechnen oder vernünftig Englisch sprechen könne. Zugleich gesteht sie, dass sie sich trotzdem gut finde und es nie anders machen würde. Nach der Bridge endet das Lied mit dem dritten Refrain.

## Mitwirkende
| Liedproduktion - Florian Apfl: Musikproduktion - Matthias Distel (Ikke Hüftgold): Musikproduktion - Peter Glenister: Komposition, Liedtext - Patrick Gold: Musikproduktion - Annerley Gordon (Ann Lee): Komposition, Liedtext - Dominik de Leon: Musikproduktion - Vanessa Mai: Gesang - Lee Marrow: Komposition, Liedtext - Giorgio Spagna: Komposition, Liedtext | Unternehmen - BMG Rights Management: Musikverlag - Extravaganza Publishing: Musikverlag - Intersong Music: Musikverlag - Summerfield Records: Musiklabel, Vertrieb |

## Charts und Chartplatzierungen
Geiles Life verfehlte die offiziellen Singlecharts, konnte sich jedoch am 27. Oktober 2023 auf Rang 38 der deutschen Downloadcharts platzieren.